# Колосов, Олег Сергеевич
Оле́г Серге́евич Ко́лосов (16 июля 1941 — 31 марта 2023) — советский и российский учёный, доктор технических наук, профессор.
Автор более 150 опубликованных работ, имел 7 авторских свидетельств.

## Биография
Родился 16 июля 1941 года.
В 1959 году поступил и в 1965 году окончил Московский энергетический институт. Во время учёбы занимался общественной работой — участвовал в студенческих строительных отрядах, был секретарём бюро ВЛКСМ своего курса. По окончании МЭИ был распределён инженером в Специальное конструкторское бюро МЭИ; затем поступил в аспирантуру, которую окончил в 1973 году и в этом же году защитил диссертацию кандидата технических наук. Был избран на должность ассистента кафедры «Автоматики и телемеханики», в 1974 году переведён на должность старшего преподавателя, в 1976 году стал доцентом. Продолжал заниматься общественной работой — с 1974 по 1989 год избирался в профком МЭИ; в партбюро факультета и в партком МЭИ. В 1992 году защитил диссертацию доктора технических наук, в 1994 году избран на должность профессора кафедры «Автоматики и телемеханики».
С 1995 по 2006 год Колосов был деканом АВТФ МЭИ. С 2001 по 2006 год — заведующим кафедрой «Управления и информатики». С 1997 по 2013 год являлся членом экспертного совета ВАК, с 2001 по 2013 год — членом УМО по направлению «Управление в технических системах». По 2023 год был профессором кафедры «Управления и информатики» Института автоматики и вычислительной техники МЭИ. За время работы в должности профессора под руководством Олега Сергеевича было защищено более 20 кандидатских диссертаций.

## Награды и почётные звания
- Заслуженный профессор МЭИ[4].
- Заслуженный работник высшей школы Российской Федерации.
- Медаль «В память 850-летия Москвы»,
- Серебряный знак НИУ «МЭИ»,
- знак «Ветеран МЭИ»,
- грамоты Минобрнауки РФ.
- Лауреат премии «Почёт и признание Поколений» (2013)[3].

### Фотографии
- Встреча выпускников МЭИ (26.05.2007)
- Колосов Олег Сергеевич на кафедре Автоматики